# اسکات پولین
اسکات پولین (انگلیسی: Scott Paulin؛ زادهٔ ۱۳ فوریهٔ ۱۹۵۰) یک هنرپیشه اهل ایالات متحده آمریکا است. وی از سال ۱۹۷۹ میلادی تاکنون مشغول فعالیت بوده است.
از فیلم‌ها یا برنامه‌های تلویزیونی که وی در آن نقش داشته است می‌توان به متهم، کاپیتان آمریکا، نشان هشدار، مردان واقعی، شوالیه‌ها، ترنر و هوک، فریب، ناامید از عشق و ولوم را بالا ببرید اشاره کرد.